# Alberto Baeza Flores
Alberto Baeza Flores (Santiago de Chile, 11 de enero de 1914 - Miami, Florida, 6 de enero de 1998)[cita requerida] fue un poeta, escritor y periodista chileno.

## Biografía
Nació el 11 de enero de 1914 en Santiago de Chile. Adscrito a la Generación de 1938, residió durante muchos años en Cuba, Costa Rica y otros países. En 1939, al frente de una delegación del Gobierno del Frente Popular, llegó a Cuba, de donde no partiría hasta mediada la década de los sesenta. En La Habana se vinculó al grupo Orígenes junto con Lezama Lima y Gastón Baquero. En Bayamo, Cuba, nació su hija, la cantante y actriz Elsa Baeza, de su esposa cubana, Elsa Pacheco Reyes. Murió en Miami el 6 de enero de 1998, a los 83 años de edad.
Fue cofundador de las revistas La Poesía Sorprendida, Acento y Expresión.

## Obra

### Poemario
- Experiencia de sueño y destino (1937)
- Ánimo para siempre (1938).
- Dolorido sentir (1942).
- Isla en las islas (1946).
- Nuevas elegías en el Caribe (1946).
- Rapsodia cubana (1947).
- Provincia de amor (1950).
- Nostálgico Sur (1952).
- Corazón cotidiano (1954).
- Transeúnte de los sueños (1957).
- Poesía escrita en las Antillas (1960).
- Las cadenas vienen de lejos: Cuba, América Latina y la libertad (1961).
- Hombre peregrino (1962).
- Prisión sin muros (1964).
- País de la memoria (1964).
- La muerte en el paraíso: Novela de la revolución Cubana (1965).
- Papeles en el viento (1965).
- El tiempo pasajero (1966).
- El mundo como reino (1967).
- A la sombra de las galaxias (1968).
- Días como años (1970).
- Tercer mundo. Poesía comprometida (1970).
- Cuaderno de la madre y del niño (1970).
- Israel (La estrella en el huracán) (1970).
- Canciones a la orilla del sueño (1970).
- Frontera del adiós (1970).
- Caribe amargo (1970).
- Tres piezas de teatro hacia el mañana (Shakespeare Siglo XXI) (1971).
- El pan sobre las aguas (1971).
- Tihuanaqu (1972)
- Caminante en España (1973).
- Poemas escritos sobre la tierra de Israel (1973).
- Sol inca (1974).
- Cuaderno del viajero (1974).
- Odisea sin patria (1975).
- Cuaderno de Natalia (dedicado a su nieta, 1977).
- Geografía interior (1980).
- Poesía sucesiva (1980).
- Poesía al instante (1981)
- Guitarra chilena (1981).
- Poeta en el oriente planetario (1981).
- Las galerías invisibles (1981).
- Por tanto tiempo a amor estoy ligado (1982).
- Testimonio secreto (1982).
- Siempre la vida, I (1982).
- Siempre la vida, II (1982).
- La persistencia de vivir (1982).
- Continuidad (1983)
- Galáctico I (1984)
- Vivir así (1984).
- Poemas en Yugoslavia (1984).
- Despedida (1984).
- Soledad íntima (1984).
- Galáctico II (1985).
- Poemas esenciales (1985).
- Galáctico III' (1986).
- Chile, un país para el regreso (1986).
- Chile, guitarra de América (1987)
- Poemas de la Alta Andalucía (1987).
- Chile, intimidad de un regreso (1989).
- Chile, alero planetario (1991).
- Las dos orillas: Poemas de los encuentros (1991).

### De poesía
- Antología de la poesía hispanoamericana (1959).
- La poesía dominicana en el siglo XX (1975).
- Poesía en el tiempo, 1934-1974 (1975).
- Cuba, el laurel y la palma (1977).
- Poesía caminante, 1934-1984 (antología, 1986).

Realizó biografías sobre José Martí, Simón Bolívar y ensayos sobre temas literarios e históricos.

### Traducciones
- Poemas para cuatro manos, Beatriz Zeller (1980).[2]

### En antologías
- 8 nuevos poetas chilenos (1939)

## Cargos
- Miembro Correspondiente de la Academia Chilena de la Lengua (1987) (Chile).
- Miembro Honorario de la Asociación Prometeo de Poesía (España).
- Primer Presidente de Honor de la Academia Iberoamericana de Poesía (1989) (Chile).[3]

## Distinciones y premios
- Premio de Cuento Alfonso Hernández Catá (1954) (Cuba)[4]
- Caballero de la Orden al Mérito de Duarte, Sánchez y Mella (1973) (República Dominicana)
- Premio Caonabo de Oro (1980) (República Dominicana)
- Premio Prometeo de Plata (1984) (España)
- Premio Prometeo de la Poesía (España)
- Comendador de la Orden de la Encina (España)
- Doctorado honoris causa por la Universidad Nacional Pedro Henríquez Ureña (1984) (Santo Domingo)[5]
- Premio Ciudad de Baeza